# Pact van Tortosa
Het (Federale) Pact van Tortosa (Catalaans: Pacte Federal de Tortosa) was een overeenkomst tussen de republikeins-federale strijdkrachten van Aragón, de Balearen, Catalonië en Valencia, getekend in Tortosa op 18 mei 1869, naar aanleiding van de Spaanse revolutie van 1868. Dit wordt beschouwd als een precedent van de Catalaanse onafhankelijkheidsstrijd, die enkele jaren later door de politieke partijen, Acció Catalanista en Estat Català, werd gebruikt vanuit verschillende perspectieven.
Toen de Eerste Spaanse Republiek werd opgericht (1873) waren er in Barcelona diverse pogingen om een Catalaanse staat op te richten binnen de Eerste Spaanse Republiek.